# شهرستان یولبوری
شهرستان یولبوری (به سوئدی: Gävleborgs län) یکی از شهرستان‌های کشور سوئد است که در میانه این کشور و در کنار سواحل دریای بالتیک واقع شده‌است و با شهرستان‌های اوپسالا، وستمانلاند، دالارنا، یمتلاند و وسترنورلاند مرز مشترک دارد.
یولبوری در سال ۱۷۶۲ پس از جدا شدن از شهرستان وسترنورلاند تأسیس شد.